# Teleiopsis latisacculus
Teleiopsis latisacculus là một loài bướm đêm thuộc họ Gelechiidae. Nó được tìm thấy ở Macedonia và from Thổ Nhĩ Kỳ to Ai Cập.
Sải cánh dài 15–17 mm. Con trưởng thành bay vào tháng 5 đến tháng 6.
Ấu trùng ăn Rhus coriaria. There are some records for Pistacia terebinthus